# Scelolophia purpuria
Scelolophia purpuria är en fjärilsart som beskrevs av Louis Beethoven Prout 1934. Scelolophia purpuria ingår i släktet Scelolophia och familjen mätare. Inga underarter finns listade.